# Droemer Knaur
Droemer Knaur este un grup editorial german cu sediul în München. Grupul este format din editurile de carte Droemer, Knaur, Pattloch Publisher și O. W. Barth. Droemer Knaur aparține Georg von Holtzbrinck Publishing Group. În plus, grupul editorial deține platforma on-line neobooks.com, un furnizor gratuit pentru cărți electronice autopublicate.

## Istoric
Editura își are originea în legătoria de cărți pe care Theodor Knaur o avea la Leipzig în anul 1846. După ce a publicat sporadic mai multe cărți, editura Theodor Knaur a adoptat în 1884 un program editorial regulat. Editura a fost vândută în 1901 librarului berlinez Gabriel Hendelsohn, care a redenumit-o Theodor Knaur Nachf. Verlag.
În 1902 Adalbert Droemer a fost angajat în cadrul editurii ca redactor însărcinat cu activitatea editorială. În 1934 frații evrei Hendelsohn au fugit de persecuția nazistă și au emigrat în Statele Unite ale Americii, iar Droemer a preluat editura. Doi ani mai târziu, fiul lui Droemer, Willy Droemer, a început să facă parte din conducerea editurii și i-a succedat tatălui său după moartea lui Adalbert Droemer în 1939. În octombrie 1939 Theodor Knaur Nachf. a publicat Knaurs Welt-Atlas cu hărți care reprezentau Marele Reich German și teritoriile recent cucerite și anexate de naziști. În 1943, birourile companiei și presele tipografice au fost distruse de bombardamentele Aliaților.
După sfârșitul celui de-al Doilea Război Mondial, Willy Droemer a fondat în castelul Wiesentheid (Franconia Inferioară) o nouă editură în locul celei vechi, cu denumirea Droemersche Verlagsanstalt; editura s-a mutat curând la München. Noua editură a continuat tradiția vechii edituri și a avut succes.
Începând din 1970, Willy Droemer și Georg von Holtzbrinck au lucrat împreună și au efectuat un schimb de acțiuni ale companiei. În 1980, grupul editorial Georg von Holtzbrinck a preluat complet editura, iar Droemer s-a retras din conducerea companiei. În 1982, editura a preluat Kindler Verlag.
Începând din anul 1999, grupul editorial Droemer Knaur este deținut de grupul editorial Georg von Holtzbrinck și de Weltbild. În același an, editura Pattloch a fost integrată în grupul editorial Droemer Knaur. Pattloch-Verlag a fost fondată în 1946 în Aschaffenburg și a făcut parte din grupul Weltbild din 1987. Editura Pattloch a publicat cărți de non-ficțiune scrise de renumiți oameni de știință și jurnaliștilor specializați pe probleme sociale. Odată cu cărțile autorilor Manfred Lütz și Raphael M. Bonelli a început o tradiție de bestseller-uri pe teme de psihoterapie.
Grupul editorial Droemer Knaur a fost editura cu cele mai mari vânzări în 2005 și 2006, potrivit listei din raportul publicat în Der Spiegel.
Începând cu anul 2008 Droemer Knaur publică, de asemenea, cărți electronice. În 2009 a fost fondat PAN-Verlag, care a funcționat până în 2012.
În 2010 a fost preluată O. W. Barth Verlag (anterior S. Fischer Verlag). O. W. Barth a fost fondată în 1924 în München și a fost vândută către Scherz Verlag din Berna în anul 1973. Odată cu aceasta, a fost achiziționată de către S. Fischer în 2002. O. W. Barth Verlag este o editură de literatură spirituală focalizată pe învățăturile orientale și pe sisteme de vindecare, precum și de non-ficțiune, la granița între știință și spiritualitate.
În 2010 a fost lansată platforma on-line neobooks.com și în 2011 a apărut marca Droemer Paperback.
Printre cei mai cunoscuți autori de ficțiune publicați de editură se află Iny Lorentz, Sebastian Fitzek, Anne Hertz, Sabine Ebert și Andreas Franz; de asemenea, au fost publicați scriitori cunoscuți pe plan internațional precum Karen Rose, Val McDermid, John Katzenbach sau Michael Connelly.